# Gustav Rau (Kunstsammler)

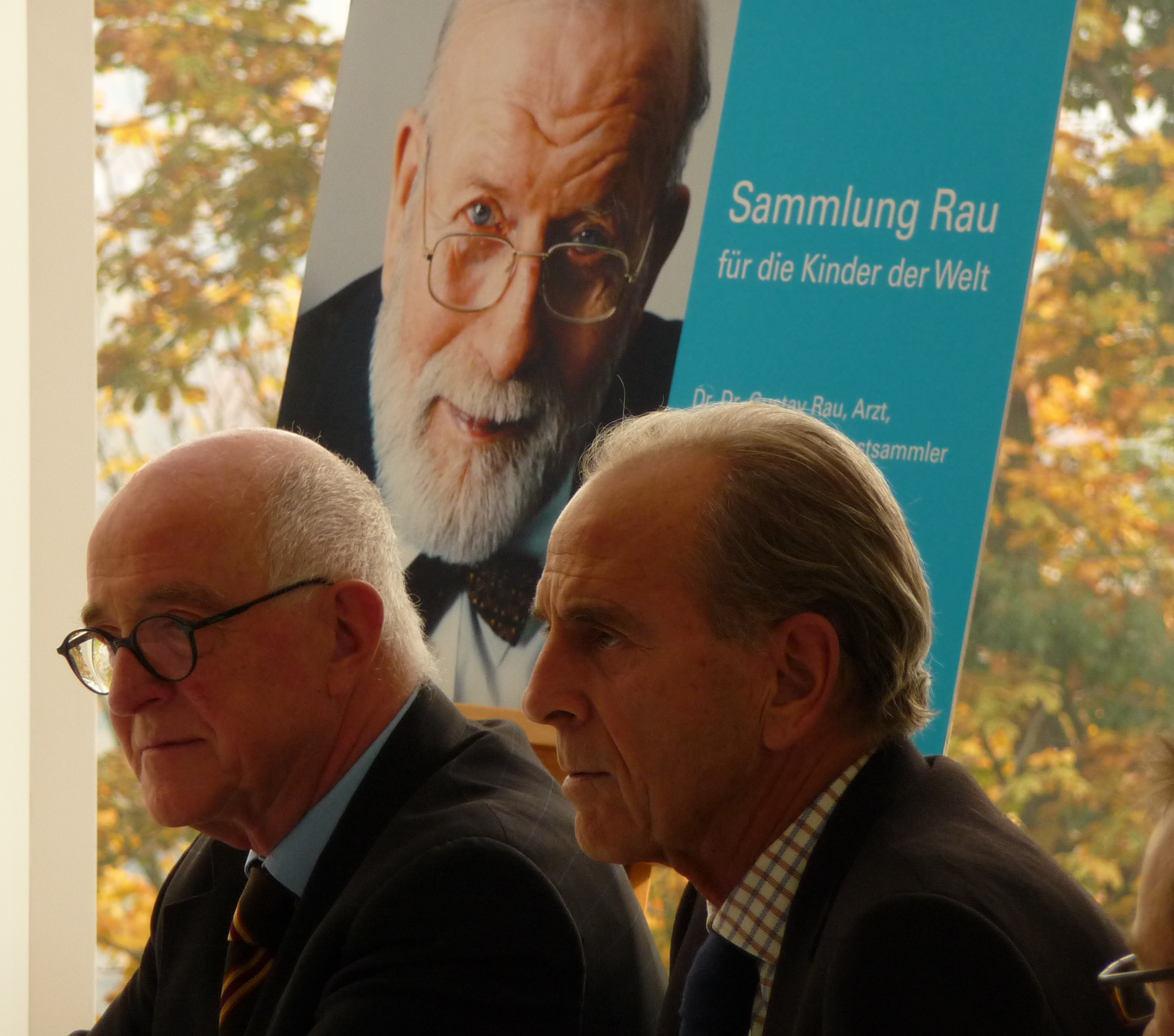
Pressekonferenz der deutschen UNICEF als Universalerbin von Dr. Rau (2008); von links: Klaus Gallwitz u. Jürgen Heraeus

Gustav Rau (* 21. Januar 1922 in Stuttgart; † 3. Januar 2002 in Gerlingen) war ein deutscher Arzt, Philanthrop und Kunstsammler.

## Leben
Gustav Rau war der einzige Sohn des Unternehmers Gustav Rau. Sein Vater hatte 1936 den im Jahr 1923 in Feuerbach gegründeten Autozulieferer Spezialwerkzeugfabrik GmbH (SWF) übernommen. Der Sohn wurde 1941 zur deutschen Wehrmacht eingezogen und desertierte wenig später aus der Armee. Nach dem Ende des Zweiten Weltkriegs nahm er ein Studium der Wirtschaftswissenschaften auf, das er mit der Promotion abschloss. Er trat in die väterliche Firma ein, die er bis in die 1960er Jahre leitete. Noch während dieser Zeit nahm Rau ein Studium der Medizin auf, das er 1969 ebenfalls mit der Promotion abschloss. Er spezialisierte sich auf Tropenmedizin und Pädiatrie. Nach dem Tod des Vaters im Jahr 1970 verkaufte er das Familienunternehmen, das heute zum französischen Konzern Valeo gehört, für 400 Millionen D-Mark. Am 22. Oktober 1971 gründete Rau in der Schweiz zwei Stiftungen: die Dr. Rau’sche Medizinalstiftung mit Sitz in Zürich und die Dr. Rau’sche Kunststiftung mit Sitz in St. Gallen.
Von 1974 bis 1993 arbeitete er als Tropen- und Kinderarzt in Nigeria und im Kongo. In Ciriri bei Bukavu im Osten des Kongo ließ er ein Krankenhaus errichten, in dem er bis 1993 arbeitete. Dort wurden Tausende Kinder und Erwachsene behandelt und mit Nahrungsmitteln versorgt. Außerdem finanzierte Rau für 30 000 Kinder pro Jahr den Schulbesuch, und er richtete eine Bibliothek ein. 12 Jahre nach Gründung von Hospital und Schule starb im Umkreis von 12 km kein Kind mehr an Unterernährung. Heute wird das Hospital vom Erzbistum Bukavu betrieben und von der deutschen Sektion von UNICEF unterstützt.
Wegen seines schlechten Gesundheitszustandes musste Rau in den 1990er Jahren nach Europa zurückkehren. 1997 erlitt er in Monaco einen Schlaganfall, in dessen Folge das Tribunal de Grande Instance de Monaco einen amtlichen Vermögensverwalter bestellte.
Noch zu Lebzeiten Raus entstand ein gerichtlicher Streit um seine Handlungs- oder Unzurechnungsfähigkeit. 1999 wurde ihm vom Schweizerischen Bundesgericht in Lausanne wegen seiner Erkrankung die Geschäftsfähigkeit aberkannt; das Entmündigungsverfahren wurde später eingestellt. Am 20. September 2001 bestätigte das Amtsgericht Baden-Baden Raus Geschäftsfähigkeit. Im Januar 2002 wollte sich das Landgericht Stuttgart ein eigenes Bild von Raus Zustand machen und seine Prozessfähigkeit prüfen, doch Rau starb am 3. Januar in der Klinik Schillerhöhe in Gerlingen. Gerichtsmediziner stellten in Raus Leichnam eine hohe Dosis eines Parkinson-Medikaments fest. Die Obduktion ergab, dass die auffällig hohe Dosis des Medikaments als Todesursache in Betracht kam. Insbesondere entsprach die Dosierung im Blut einer Infusion von 15 Halbliterflaschen des Präparats. „Die Toxikologen glauben: Dem Millionär, der damals kaum noch selbst trinken konnte, könnte das Medikament von einer anderen Person in hoher Konzentration eingeflößt worden sein.“ Die Staatsanwaltschaft Stuttgart ermittelte wegen des Verdachts auf Totschlag; mangels Tatnachweis wurde das Verfahren eingestellt, ebenso ein anderes Verfahren, in dem wegen Untreue ermittelt wurde.
Als Erblasser hinterließ Rau nach seinem Tod ein Vermögen mit unklaren Erbverhältnissen. Der Kinderlose und Ledige hatte in seinen letzten Lebensjahren verschiedene Testamente verfasst, in die er unterschiedliche Erben, zuletzt 1999 die deutsche UNICEF eingesetzt hatte. Die Testamente wurden mehrmals von ihm widerrufen, sie wurden von verschiedenen Seiten angefochten und beschäftigten Gerichte in Deutschland, der Schweiz, in Liechtenstein und Monaco. Als Anfechtungsgrund wurde Handlungs- und Unzurechnungsfähigkeit angeführt. Im Jahr 2008 wurde die UNICEF gerichtlich zur Alleinerbin bestimmt; das Landgericht Konstanz entschied in seinem Urteil jedoch nicht über die Kunstsammlung.

## Stiftungen
Nach dem Verkauf der elterlichen Firma gründete Rau eine Reihe von Stiftungen zur Verwaltung und Alimentierung seiner sozialen und humanitären Projekte sowie zur Pflege seiner ständig wachsenden Kunstsammlung. Bei der Auswahl der Vertrauenspersonen, die die Stiftungen verwalteten, hatte Rau keine glückliche Hand, da sich sowohl Bilder als auch Geldvermögen auf bisher noch nicht geklärte Weise verflüchtigten.

### Dr. Rau’sche Kunststiftung
Am 22. Okt. 1971 gründete er die Dr. Rau’sche Kunststiftung mit dem Sitz in St. Gallen in der Schweiz. Zweck der Stiftung war die „Förderung der bildenden Künste, namentlich durch Errichtung einer Sammlung von Werken der bildenden Kunst und des Kunstgewerbes und durch Schaffung und Unterhalt eines oder mehrerer Kunstzentren im In- und Ausland“. Am 23. April 2004 wurde die Stiftung durch Beschluss des Stiftungsrates aufgelöst.

### Dr. Rau’sche Medizinalstiftung
Ebenfalls am 22. Oktober 1971 gründete er die Dr. Rau’sche Medizinalstiftung mit Sitz in Zürich. Stiftungszweck war die „Linderung von Not und Elend in der Dritten Welt“. Am 25. Juni 2007 fusionierte die Stiftung mit der Fondation Rau pour le Tiers Monde und erhielt den neuen Namen Dr. Rau Stiftung, mit Sitz in Zürich. Als Stiftungszweck wird jetzt genannt „Unterstützung grundlegender Lebensbedürfnisse der unterprivilegierten Bevölkerungsschichten der Dritten Welt, vornehmlich durch Bereitstellung von Mitteln für Kranke, zur Verhütung von Krankheiten, zur Förderung der Familienplanung, der Emanzipation der Frau“.

### Fondation Rau pour le Tiers Monde
Am 24. September 1986 gründete Rau die Fondation Rau pour le Tiers Monde (= Stiftung Rau für die Dritte Welt) mit Sitz in Zollikon in der Schweiz. Erklärtes Ziel und Zweck der Stiftung war die Unterstützung von verarmten und benachteiligten Bevölkerungsschichten in der Dritten Welt, insbesondere auf den Gebieten des Gesundheitswesens, der Familienplanung, der Emanzipation der Frau und des Grundschulwesens. Die Fondation trat bei mehreren Kunstausstellungen als Leihgeber auf bzw. veräußerte Gemälde bei Auktionen. Sie war ursprünglich als Haupterbin vorgesehen.

### Crelona Stiftung
Am 16. Januar 1987 wurde die „Crelona Stiftung“ mit Sitz in Vaduz gegründet. Alleiniger Zweck der Stiftung war die Sicherung des Lebensunterhalts von Gustav Rau zu Lebzeiten. Ihrer Satzung nach sollte die Crelona Stiftung Raus Lebensunterhalt bis zu seinem Tod sichern und ihr Vermögen danach einer weiteren Stiftung übertragen, seiner „Dritte Welt Stiftung“ in der Schweiz. Rau wollte sichergehen, dass seine Kunstsammlung nach seinem Tod verwendet werden würde, um sein Lebenswerk zu finanzieren: das Krankenhaus im Kongo. Rau wählte mit Bedacht ein Konstrukt, in dem seine Stiftung die Sammlung besaß – und nicht mehr er selbst. Ob die Schenkung wirksam vollzogen wurde, war Gegenstand weiterer Prozesse.

## Kunstsammlung

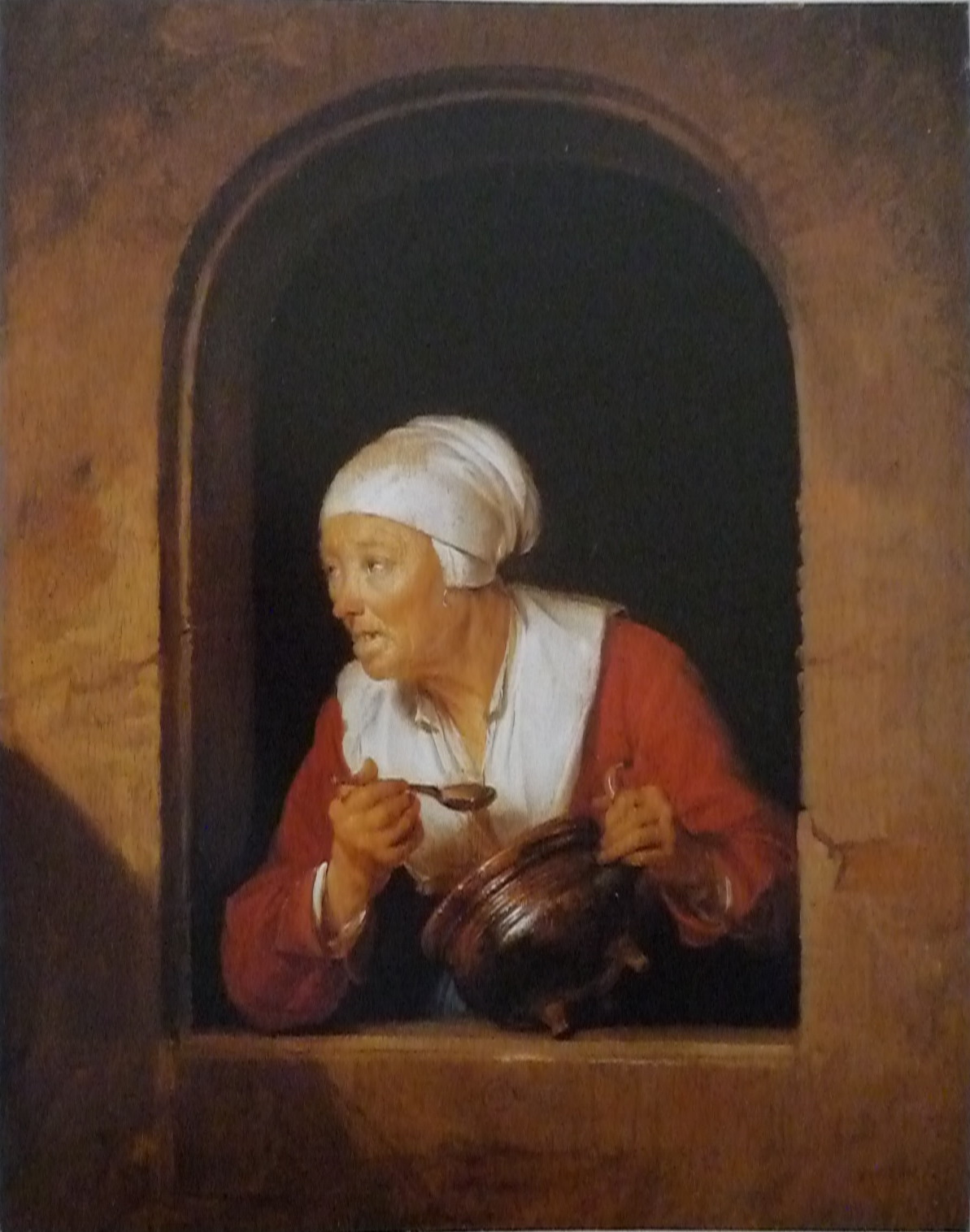
Gerard Dou: Die Köchin

1958 kaufte Rau seinen ersten Alten Meister, das Bild Die Köchin des Niederländers Gerard Dou. Das war der Beginn seiner einzigartigen Kunstsammlung. Von nun an besuchte er regelmäßig die Auktionen in London, Paris und New York, um seine Sammlung zu erweitern. Bis 1997 kamen mehr als 700 Gemälde, Skulpturen und kunsthandwerkliche Stücke zusammen. Die Sammlung enthält hervorragende Beispiele der abendländischen Malerei vom 14. Jahrhundert bis zur Klassischen Moderne, darunter herausragende Gemälde wie El Grecos expressives Werk Der heilige Dominikus im Gebet, Auguste Renoirs Frau mit der Rose, Camille Pissarros Porträt von Jeanne und Paul Cézannes La mer à l’estaque, eins der Blumengemälde von Odilon Redon, Markusplatz von Canaletto sowie Werke von Cranach, die Enthauptung Goliaths durch David (1606/07), ein früher Guido Reni, Gemälde von Giandomenico Tiepolo, François Boucher, Thomas Gainsborough, Jean-Baptiste-Camille Corot, Gustave Courbet, Edvard Munch, Bilder der Impressionisten Édouard Manet, Claude Monet, Edgar Degas, Alfred Sisley, Camille Pissarro und Max Liebermann neben frühen italienischen Tafelbildern und Werken der Renaissance, des Manierismus und des Barock.
In einem unterirdischen Tresorraum im Zollfreilager „Embraport“ des Flughafens Zürich-Kloten wuchs in aller Stille und unbemerkt von Presse und Kunstszene, allerdings unter den wachsamen Augen der Schweizer Behörden, eine der größten und wertvollsten privaten Kunstsammlungen unserer Zeit heran. Zwar wurden gelegentlich Leihgaben aus Raus Sammlung bei internationalen Ausstellungen gezeigt, meistens gekennzeichnet als „aus einer Schweizer Privatsammlung“, die nach der Ausstellung wieder im Tresor verschwanden. Umfang und Qualität der Sammlung blieben jedoch bis zur ersten großen Pariser Schau im Jahr 2001 ein bald von Mythen umranktes Geheimnis, zumal der Sammler wortkarg und äußerst pressescheu war.
1999 bewilligte das Eidgenössische Departement des Innern (EDI) – gegen den Einspruch der Liechtensteiner Crenola Stiftung – die Ausfuhr von 106 Bildern für eine Ausstellung in Japan mit der Auflage, dass die Bilder nach Ende der Ausstellung auf direktem Weg in die Schweiz und nicht über Deutschland zurückgebracht würden, um einen Zugriff wegen etwaiger Ansprüche Deutschlands zu verhindern. Im Rechtsstreit, wem die Bilder zustünden, hätten eigentlich nur Gerichte verfügen dürfen. Stattdessen entschieden Verwaltung und Politik. Die Schweizer Eidgenossenschaft, die eigentlich die Sammlung schützen sollte, knickte unter dem Druck Deutschlands ein. Claudia Kaufmann, die Generalsekretärin des EDI, ließ damals im September 1999, als die Kunstwerke unbestritten Raus Stiftungen gehörten, die Türen zum Tresor in Embrach öffnen, ohne dass es ausreichende Garantien für eine Rückgabe der Bilder gab und obwohl sich die Beistände pflichtgemäß gegen die Ausleihe wehrten. Raus Entourage drohte der Schweizer Botschaft in Japan mit einem Prestigeverlust für die Eidgenossenschaft, falls die Bilder in Embrach festgehalten würden. Das wirkte: Die Meisterwerke flogen nach Japan – und bis auf 11 Gemälde kamen sie nie mehr zurück. Die übrigen Gemälde gingen nach Frankreich. Einen Eindruck vom Rang der Sammlung Rau vermittelte die große Ausstellung im Musée du Luxembourg in Paris 2001 mit mehr als 100 Meisterwerken, die von Marc Restellini in Absprache mit Rau kuratiert, von über 300 000 Besuchern gesehen wurde und anschließend in Rotterdam, in der Josef-Haubrich-Kunsthalle in Köln, im Münchner Haus der Kunst und in Bergamo gezeigt wurde. Realisiert werden konnte die Ausstellung nur dank der listenreichen Geschicklichkeit Restellinis, dem es gelungen war, die Bilder der Sammlung für die Ausstellung nach Paris zu bringen, was zu Verstimmungen von Seiten der Schweizer Diplomatie führte, die die Ausstellung als illegal betrachtete.
Der Wert der Sammlung soll sich auf geschätzte 500 bis 750 Millionen Euro belaufen. Bei einer Versteigerung von acht Werken aus der Sammlung bei Sotheby’s im Jahr 2008 erbrachte ein auf 300.000 Britische Pfund geschätztes Triptychon von Taddeo di Bartolo allein 1,9 Millionen, und eins der seltenen Porträts Jacopo Tintorettos einen für diesen Altmeister bisher nicht erreichten Rekordpreis von 1,6 Millionen Britischen Pfund. Der Gesamterlös betrug 6,2 Millionen Pfund. 2013 erlöste die UNICEF 43 Millionen Euro durch Sammlungsverkäufe. Zu Beginn des Jahres 2014 wurden zwei Werke, zum einen die Selbstbewusste Algerierin von Jean-Baptiste Corot und zum anderen die Ansicht der Hermitage von Camille Pissarro durch die UNICEF für etwa 16 Millionen Euro veräußert. Der Verkauf löste Kritik aus, weil diese beiden Werke der Kernsammlung zugerechnet wurden, die eigentlich bis 2026 zusammengehalten werden sollte.

## Ausstellung der Sammlung im Arp Museum Rolandseck
Im Oktober 2008 vereinbarte die UNICEF mit dem deutschen Bundesland Rheinland-Pfalz, den von Rau selbst ausgewählten Kern der Sammlung in Form von 95 Werken, die bis 2026 zusammenbleiben müssen, im Arp Museum Bahnhof Rolandseck in Remagen auszustellen. Weitere 135 Werke sollen nach und nach zugunsten des Stiftungsvermögens der UNICEF versteigert werden und werden bis dahin ebenfalls dem Arp Museum zur Verfügung stehen. Von 2009 bis 2014 wurden in acht Teilausstellungen Werke der „Kunstkammer Rau“ unter wechselnden Aspekten im Arp Museum gezeigt.

## Sammlungskataloge
- Meisterwerke von Fra Angelico bis Bonnard. Fünf Jahrhunderte Malerei. Die Sammlung des Dr. Rau. Genf/Mailand 2000, ISBN 88-8118-916-X.
- Kunstkammer Rau. Hrsg. Arp Museum Bahnhof Rolandseck. 8 Bände. Remagen 2009–2012.
  - Tiepolo und das Antlitz Italiens. Hrsg. von Klaus Gallwitz. 2009.
  - Das Auge des Sammlers. Hrsg. von Klaus Gallwitz. 2010.
  - Superfranzösisch. Hrsg. von Klaus Gallwitz. 2011.
  - Horizonte. Landschaften von Fra Angelico bis Monet. Hrsg. von Oliver Kornhoff. 2012.
  - Köstlich. Stilleben von Frans Snyders bis Giorgio Morandi. Hrsg. von Oliver Kornhoff. 2012.
  - Lichtgestöber. Der Winter im Impressionismus. Hrsg. von Oliver Kornhoff. 2012
  - Das inszenierte Ich. Hrsg. von Oliver Kornhoff. 2013
  - Leibhaftig. Der menschliche Körper zwischen Lust und Schmerz. Hrsg. von Oliver Kornhoff, kuratiert von Susanne Blöcker. 2014